# ده هوفه
دی هوو (به هلندی: De Hoeve) یک منطقهٔ مسکونی در هلند است که در وست‌استلینگ‌ورف واقع شده‌است. دی هوو ۴۰۸ نفر جمعیت دارد.